# بيتر داهل
بيتر داهل (بالدنماركية: Peter Dahl)‏ (14 فبراير 1948 كوبنهاغن الدنمارك - ) هو لاعب كرة قدم دانمركي يلعب كمهاجم.

## روابط خارجية
- بيتر داهل على موقع الاتحاد الأوربي (الإنجليزية)
- بيتر داهل على موقع قاعدة بيانات كرة القدم.إي يو (الإنجليزية)
- بيتر داهل على موقع بيانات كرة القدم. دي إي (الألمانية)
- بيتر داهل على موقع ناشيونال فوتبول تيمز (الإنجليزية)
- بيتر داهل على موقع عالم كرة القدم.نت (الإنجليزية)